# Bokermannohyla pseudopseudis
Bokermannohyla pseudopseudis är en groddjursart som först beskrevs av Miranda-Ribeiro 1937.  Bokermannohyla pseudopseudis ingår i släktet Bokermannohyla och familjen lövgrodor. IUCN kategoriserar arten globalt som livskraftig. Inga underarter finns listade.